# Giovanni Lugari
Giovanni Battista Lugari (18 de fevereiro de 1846 a 31 de julho de 1914) foi um cardeal italiano da Igreja Católica Romana que, desde a época em que se tornou padre aos quase cinquenta anos de idade, trabalhou na Cúria Romana.

## Biografia
Giovanni Lugari nasceu em Roma e estudou na Royal University e na Pontifícia Universidade Gregoriana. Ele foi ordenado ao sacerdócio em 15 de janeiro de 1896, quando cerca de 50 anos de idade.
Ele então entrou no serviço da Cúria Romana, sendo nomeado Assessor e Sub-Promotor da Fé da Sagrada Congregação dos Ritos no dia 3 de fevereiro seguinte. Depois de ser nomeado Camareiro Privado supernumerario três dias depois, em 6 de fevereiro, Lugari foi feito Promotor da Fé em 4 de junho de 1897. Em 4 de junho de 1897 ele se tornou um Prelado Doméstico de Sua Santidade.
Em 1900, ele foi feito um cânon da Basílica da Libéria em 28 de março, e da Basílica de Latrão em 10 de junho. Lugari foi nomeado Auditor Papal em 22 de abril de 1901 e serviu como Promotor da Fé no processo de canonização de Joana d'Arc nesse mesmo ano. Tornou-se Assessor da Suprema Sagrada Congregação do Santo Ofício em 11 de janeiro de 1902 e um cânone da Basílica de São Pedro no dia 1 de fevereiro seguinte.
Lugari foi feito um protonotário apostólico supernumerário em 2 de fevereiro de 1902, e depois consultor da Sagrada Congregação dos Ritos em 18 de abril do mesmo ano. Seus longos anos de trabalho na Cúria foram reconhecidos pelo Papa Pio X, que o criou o Cardeal Diácono de S. Maria in Portico no consistório de 27 de novembro de 1911.
O Cardeal morreu em Roma, sua terra natal, aos 68 anos. Ele está enterrado no cemitério de Campo Verano.